# Terbutalina
Terbutalina – organiczny związek chemiczny, krótko działający β2-mimetyk, stosowany w terapii astmy oskrzelowej i przewlekłej obturacyjnej choroby płuc (powoduje szybkie poszerzenie oskrzeli) oraz jako lek tokolityczny w celu opóźnienia porodu przedwczesnego (wskazanie niezaaprobowane przez amerykańską Agencję Żywności i Leków). Jest związkiem chiralnym, produkt farmaceutyczny jest mieszaniną racemiczną obu enancjomerów.
Działanie wziewnej formy terbutaliny zaczyna się po około piętnastu minutach i utrzymuje do sześciu godzin.